# Попино (Варезе)
Попино је насеље у Италији у округу Варезе, региону Ломбардија.
Према процени из 2011. у насељу је живело 780 становника. Насеље се налази на надморској висини од 417 м.